# L'Emmurée vivante
À ne pas confondre avec le film L'Emmuré vivant (1989) de Gérard Kikoïne.
Pour plus de détails, voir Fiche technique et Distribution.
L'Emmurée vivante (Sette note in nero) est un giallo italien réalisé par Lucio Fulci en 1977.
Il est librement inspiré du roman Terapia mortale de l'écrivain Vieri Razzini (it), publié en 1972.

## Synopsis
En 1959, à Douvres, une femme se suicide en sautant d'une falaise. Au même moment, sa fille Virginia, qui vit à Florence, voit la mort de sa mère dans une vision. En 1977, Virginia est devenue adulte. Elle vit près de Rome, travaille comme décoratrice d'intérieur et est mariée à un riche homme d'affaires italien, Francesco Ducci.
Alors qu'elle rénove la maison de campagne de son mari en Italie, elle découvre le squelette d'une femme derrière une fissure dans le mur. Virginia avait également eu une vision de la mort de cette femme lors de son voyage en Italie, mais la victime était âgée d'environ 50 ans et non de 25 ans, comme l'ont révélé les examens médico-légaux qui ont suivi. Avec son ami, le beau parapsychologue Luca Fattori, Virginia tente de découvrir la signification de ces visions. Lorsqu'il s'avère que la défunte était une ex-petite amie de Francesco, cela a pour conséquence que ce dernier soit arrêté comme principal suspect.
Pendant ce temps, Virginia et Luca cherchent des preuves de l'innocence de Francesco. La sœur de Francesco, Gloria, offre à Virginia une montre très spéciale qui joue une mélodie à chaque heure pleine. Luca découvre un magazine qui avait pour thème la mort de l'inconnue et croit d'autant plus aux visions de Virginia. En poursuivant ses recherches, il tombe sur le riche collectionneur de tableaux Emilio Rospini et découvre que de nombreux éléments le désignent comme le meurtrier. En poursuivant son enquête, il découvre que Francesco et Emilio ont tué une femme lors d'un vol de tableau il y a de nombreuses années.
Lorsque Francesco découvre une lettre révélatrice sur la commode de Virginia, il se croit piégé par sa femme et la tue. En mourant, Virginia se rend compte qu'elle avait prévu sa propre mort. Francesco l'emmure à l'endroit même où Virginia avait découvert le squelette. Aussitôt après, Luca Fattori, accompagné de la police, arrive à la maison de campagne et demande à Francesco des nouvelles de Virginia.

## Fiche technique
- Titre français : L'Emmurée vivante[1]
- Titre original: Sette note in nero
- Réalisation : Lucio Fulci
- scénario : Lucio Fulci, Roberto Gianviti et Dardano Sacchetti
- Directeur de la photographie : Sergio Salvati (en)
- Montage : Ornella Micheli
- Son : Raul Montesanti
- Décors : Luciano Spadoni
- Costumes : Massimo Lentini et Carmen Pericolo
- Musiques originales : Franco Bixio, Fabio Frizzi, Vince Tempera
- Producteurs : Franco Cuccu
- Sociétés de production : Cinecompany, Rizzoli Film S.p.a.
- Genre : Giallo, film d'horreur
- Pays de production :  Italie
- Langue de tournage: italien
- Format : Telecolor – stéréo
- Durée : 95 minutes
- Dates de sortie :
  - Italie : 10 août 1977
  - France : 4 mars 1981[1]
- Classification :
  - France : interdit aux moins de 12 ans

## Distribution
- Jennifer O'Neill : Virginia Ducci
- Gabriele Ferzetti : Emilio Rospini
- Marc Porel : Luca Fattori
- Gianni Garko : Francesco Ducci
- Evelyn Stewart : Gloria Ducci
- Jenny Tamburi : Bruna
- Fabrizio Jovine : Commissaire d'Elia
- Riccardo Parisio Perrotti : Melli
- Loredana Savelli : Giovanna Rospini
- Franco Angrisano et Salvatore Puntillo : Chauffeurs de taxi
- Bruno Corazzari : Canevari
- Vito Passeri : Aide-soignant
- Veronica Michielini : Giuliana Casati
- Paolo Pacino : Inspecteur Russi
- Fausta Avelli : Virginia, petite fille
- Elizabeth Turner : Mère de Virginia
- Ugo D'Alessio : Propriétaire de la galerie d'art
- Luigi Diberti : Juge

## Production

### Genèse et développement
Selon le réalisateur Lucio Fulci, L'Emmurée vivante est resté plusieurs années en jachère parce que le producteur Luigi De Laurentiis n'était pas sûr du type de film qui pourrait en être tiré. Ernesto Gastaldi a déclaré qu'il avait écrit une ébauche de douze pages du scénario avec le réalisateur/producteur Alberto Pugliese, intitulée Pentagramma in nero (litt. « Pentagramme en noir ») ou Sinfonia in nero (litt. « Symphonie en noir »). L'histoire traite d'une femme qui rêve d'un meurtre et croit qu'il va se produire dans la réalité. Le critique et historien du cinéma Roberto Curti a noté l'existence d'un scénario daté de mars 1972 conservé à la bibliothèque du Centro sperimentale di cinematografia, intitulé Incubus (Pentagramma in nero), dont les auteurs sont Gastaldi, Sergio Corbucci et Mahnamen Velasco. Il affirme qu'il s'agissait en fait d'un titre précoce pour La mort caresse à minuit (1972) de Luciano Ercoli ; Curti note cependant que La mort caresse à minuit et L'Emmurée vivante partagent un synopsis presque identique d'une femme ayant des prémonitions de meurtre.

### Scénario
Le scénario de L'Emmurée vivante a été écrit par Roberto Gianviti et Dardano Sacchetti. Fulci et Gianviti avaient collaboré sur plusieurs films ensemble, notamment Au diable les anges, Perversion Story, Le Venin de la peur, La Longue Nuit de l'exorcisme, Croc-Blanc et Le Retour de Croc-Blanc. Sacchetti collaborera ensuite avec Fulci sur L'Enfer des zombies, Frayeurs, L'Au-delà, La Maison près du cimetière et L'Éventreur de New York.
Fulci et Gianviti avaient été mis sous contrat par De Laurentiis et son fils Aurelio grâce au succès de leurs précédents gialli ; ayant la liberté de concevoir un projet dans le même genre, ils choisissent d'adapter le roman policier de 1972 Terapia mortale de l'écrivain Vieri Razzini (it),, qui deviendra par ailleurs critique de cinéma et distributeur quelques années plus tard. Décrit par Curti comme un « roman policier banal et plutôt mal écrit », le roman suit le parapsychologue Patrick Delli alors qu'il enquête sur la mort de son ami Mark. Il découvre qu'il s'agit d'un meurtre commis par l'utilisation de pouvoirs psychiques, et que Veronica, la femme de Mark (dont Patrick est amoureux), est une autre cible potentielle. Barbara Bouchet devait initialement jouer l'un des rôles principaux du film ; dans une interview de juillet 1974, elle a révélé que le tournage devait avoir lieu à Izmir en Turquie. Cependant, les De Laurentiis n'ont pas été satisfaits du scénario de Fulci et Gianviti, et Sacchetti a été amené à travailler avec eux à l'été 1975,. Sacchetti a noté que Fulci et Gianviti n'avaient pas fait grand-chose durant leur six mois de travail sur le projet, en grande partie parce que le premier avait mal interprété la représentation de la parapsychologie dans le roman comme un type de magie plutôt que de psychanalyse. Fulci a d'abord éprouvé du ressentiment envers Sacchetti en raison du succès de ses collaborations avec Dario Argento et l'a dans un premier temps qualifié d'« espion de De Laurentiis », mais il s'est finalement rapproché de lui lorsque Gianviti a approuvé ses ajouts au scénario. Il aura finalement servi à « débloquer » les difficultés que Fulci et Gianviti avaient rencontrées à l'origine, tout en restant fidèle à l'esprit du roman.
Après que le projet initial de Fulci, Gianviti et Sacchetti ait été rejeté par les De Laurentiis, Sacchetti a suggéré qu'ils travaillent sur un nouveau scénario en repartant de zéro. Il a alors demandé à Fulci quelle était sa plus grande obsession. Lorsque Fulci lui a répondu que cette obsession était le « destin », il est revenu le lendemain avec une toute nouvelle ébauche qui a rencontré l'approbation de Fulci et de Gianviti. Fulci a impulsivement imaginé le titre Sette note in nero après que Sacchetti l'ait informé qu'un carillon servirait d'élément clé de l'intrigue. Sacchetti attribue à Gianviti « 70 % » du scénario qui en résulte et décrit ses contributions comme « une touche argentesque à une intrigue policière traditionnelle ». La « touche argentesque », c'est la mise en scène du suspense en général, les différentes façons de mourir, en particulièrement le fait de prendre le point de vue de la victime. Bien qu'un avis annonçant le début du tournage pour novembre 1975 ait été déposée au ministère de la Culture, le film est à nouveau mis en jachère par les De Laurentiis, car leur société connaît des difficultés financières en raison des troubles sociopolitiques des Années de plomb en Italie. Quelques mois plus tard, Fulci parvient à conclure un accord avec une plus petite société de production, Cinecompany, et le distributeur Cineriz pour lancer le tournage.
Mis à part le fait qu'il partage le thème des pouvoirs psychiques et que le personnage de Luca Fattori est un parapsychologue qui éprouve des sentiments romantiques pour la mariée Virginia, le film ne ressemble guère au roman de Razzini. Curti note que L'Emmurée vivante montre des ressemblances avec les films précédents de Fulci, notamment l'emprisonnement potentiellement injuste d'un homme pour le meurtre de sa femme (Perversion Story), la prémonition (Le Venin de la peur) et un personnage qui fait une chute mortelle à flanc de falaise (La Longue Nuit de l'exorcisme). Parmi les autres influences possibles du récit, il y a le roman Les Yeux de la nuit (Night Has a Thousand Eyes) de William Irish (dont les œuvres ont peut-être influencé Perversion Story et Le Venin de la peur) et les films Ne vous retournez pas de Nicolas Roeg et Les Magiciens de Claude Chabrol. D'après Jean-François Rauger, le film puise son inspiration dans les nouvelles d'Edgar Allan Poe Le Chat noir (1843) dans laquelle une femme est emmurée vivante et La Barrique d'amontillado (1846).

### Tournage
Le film a été tourné entre septembre et novembre 1976 sous le titre de travail Dolce come morire (litt. « Doux comme la mort »). Il a été tourné aux studios Incir De Paolis à Rome, à Arezzo et Sienne en Italie et à Douvres en Angleterre. Le chef opérateur Franco Bruni a commenté son travail en déclarant que « nous avons fait un usage frénétique du zoom dans ce film » et « nous avons souvent utilisé le plan de suivi vers l'arrière, pour révéler des choses. La caméra bougeait tout le temps ».

## Esthétique et style
L'Emmurée vivante est le quatrième giallo à avoir été réalisé par Fulci, après Perversion Story, Le Venin de la peur et La Longue Nuit de l'exorcisme. Les gialli de Fulci ont été cités comme étant « loin de ses films d'épouvante ultérieurs dégoûtants et excessifs », montrant que le réalisateur était capable de « mettre le doigt sur la sexualité libre qui imprégnait la culture de l'époque et les répercussions qui en découlaient ». Le film, comme le reste de l'œuvre de Fulci, a été décrit comme « progressant comme si les personnages étaient piégés dans un rêve affreux et illogique, dont il n'y a pas d'issue ». Le titre du film a été classé parmi l'un des nombreux gialli utilisant des chiffres ou des références à des animaux, et directement comparé aux Sept Châles de soie jaune.
Roberto Curti a déclaré que le film devrait « plus exactement être considéré comme un "gothique féminin" », avec un film actualisé à l'époque contemporaine et mêlant le mystère et le paranormal. Dans l'Italie des années 1970, le paranormal était l'une des obsessions les plus pérennes du pays, notamment les livres populaires de Pier Carpi sur l'histoire de la magie et de Cagliostro et un livre de prétendues prophéties du pape Jean XXIII. Les thèmes paranormaux ont également été explorés dans des bandes dessinées pour adultes et des mini-séries télévisées telles que Il segno del comando et ESP, basée sur le médium néerlandais Gerard Croiset. D'autres cinéastes se sont également penchés sur ces thèmes, comme Riccardo Freda, Piero Regnoli, Demofilo Fidani et Pupi Avati.

## Exploitation
Le film est sorti dans les salles de cinéma italiennes le 10 août 1977. Le film engrange 594 648 345 lires, ce qui le place 86e du box-office Italie 1977-1978.

### Accueil critique
Dans ce giallo mesuré à la structure classique, le réalisateur modère les effets gores typiques de ses précédents gialli, mettant plutôt en avant les aspects oniriques et parapsychologiques. Un film effectivement sinistre et inquiétant, un produit artisanal, mais néanmoins plein d'une saine inquiétude.
Il est considéré comme le meilleur giallo du réalisateur, un film qui, malgré une genèse difficile qui l'a vu faire l'objet de plusieurs années de travail et de changements de scénario, a fini par être considéré comme le symbole du talent de réalisateur de Fulci.
Le site Mymovies.it lui donne une note de 2,86 sur 5 sur la base de plus de 12 avis de critiques, de spectateurs et de dictionnaires.

## Postérité
L'Emmurée vivante a été une source d'inspiration pour Quentin Tarantino qui utilise la musique Sette note in nero de Vince Tempera pour le thème du personnage de O-Ren Ishii dans Kill Bill vol. I et présente aussi une forte parentée avec la scène d'enterrement vivante de La Mariée, Beatrix Kiddo, dans Kill Bill vol. II rappellant la scène finale, dans la forme et le fond, de ce film italien.
Dans les années 1990, le cinéaste a même envisagé de faire un remake de L'Emmurée vivante, avec l'actrice de Jackie Brown, Bridget Fonda, dans le rôle de Virginia. En l'an 2000, Tarantino a fait le point sur le projet de remake : « C'est un projet à l'avenir sombre. Je ne possède même pas les droits de ce truc. C'est une de ces cas où si quelqu'un achète les droits pour le faire, je ne le ferai pas. Ils peuvent tout foutre en l'air. Si ça doit se faire, ça se fera ». Aucune autre remarque sur le projet n'a été faite jusqu'à ce que Sacchetti révèle, dans une interview réalisée pour les bonus du Blu-ray de 2019, qu'il avait été en contact avec des producteurs de Sony Pictures qui étaient intéressés par un remake du film par Tarantino ou d'autres réalisateurs. Le film tamoul sorti en 1984 Nooravathu Naal (en) (நூறாவது நாள்), est librement inspiré de L'Emmurée vivante.